# Berezivka, Novopskov
Berezivka (în ucraineană Березівка) este un sat în comuna Taniușivka din raionul Novopskov, regiunea Luhansk, Ucraina.

## Demografie
Componența lingvistică a localității Berezivka
     Ucraineană (94,96%)
     Rusă (3,92%)
     Alte limbi (1,12%)
Conform recensământului din 2001, majoritatea populației localității Berezivka era vorbitoare de ucraineană (94,96%), existând în minoritate și vorbitori de rusă (3,92%).